# Danese Cattaneo
Danese Cattaneo, född omkring 1509, död 1573, var en italiensk skulptör.
Danese Cattaneo var lärjunge till Jacopo Sansovino. Han utförde statyer och byster för altarverk och gravvårdar i Venedig, Verona och Padua. Han utförde även små bronsstatyetter. Cattaneo var även verksam som arkitekt och poet.